# لورانس سميث (لاعب كريكت)
لورانس سميث (6 يناير 1964 في المملكة المتحدة - ) (بالإنجليزية: Lawrence Smith)‏ هو لاعب كريكت بريطاني. لعب مع نادي مقاطعة ورسسترشاير للكريكيت ‏ وWiltshire County Cricket Club ‏.

## وصلات خارجية
- لورانس سميث على موقع إي آس بي آن كريك إنفو (الإنجليزية)